# Quarterflash
I Quarterflash, conosciuti precedentemente come Seafood Mama, è stato un gruppo musicale rock statunitense originario di Portland, nello stato dell'Oregon.
Sono diventati famosi per il singolo di successo Harden My Heart, tratto dall'album d'esordio Quarterflash del 1981.

## Storia
Nel 1981, i Seafood Mama, duo musicale di Portland formato dalla cantante e sassofonista Rindy Ross e da suo marito Marv, chitarrista e compositore, si fusero al gruppo locale dei "Pilot": Jack Charles (chitarre aggiuntive), Rick DiGiallonardo (tastiere, sintetizzatori), Rich Gooch (basso elettrico), Brian David Willis (batteria, percussioni), rinominandosi Quarterflash.
La nuova formazione firmò un contratto con la Geffen Records e pubblicò, il 20 ottobre 1981, il suo primo album, l'eponimo Quarterflash, che conteneva una nuova edizione  del brano Harden My Heart (3:52) con arrangiamento completamente diverso dalla precedente.
Proprio la versione del singolo estratta da quell'album (3:36), divenne la canzone più popolare del gruppo e un esempio di riferimento del genere pop-rock stile West Coast in tutto il mondo.

## Formazione
- Marv Ross
- Rindy Ross
- Jack Charles
- Rich Gooch
- Rick DiGiallonardo
- Brian David Willis

## Discografia

### Album in studio
| Anno | Album                | US Top 200 |
| ---- | -------------------- | ---------- |
| 1981 | Quarterflash         | 8          |
| 1983 | Take Another Picture | 34         |
| 1985 | Back into Blue       | 150        |
| 1991 | Girl in the Wind     | -          |
| 2008 | Goodbye Uncle Buzz   | -          |
| 2013 | Love Is a Road       | -          |